# Спинерстаун (Пенсилванија)
Спинерстаун (енгл. Spinnerstown) насељено је место без административног статуса у америчкој савезној држави Пенсилванија.

## Демографија
По попису из 2010. године број становника је 1.826.
| Група             | 2000.    | 2010.         |
| Белци             | 0 (0,0%) | 1.698 (93,0%) |
| Афроамериканци    | 0 (0,0%) | 25 (1,4%)     |
| Азијати           | 0 (0,0%) | 35 (1,9%)     |
| Хиспаноамериканци | 0 (0,0%) | 36 (2,0%)     |
| Укупно            | 0        | 1.826         |